# Miméographe
Ne doit pas être confondu avec Duplicateur à alcool ou Ronéotypie.

Vue d'artiste de miméographe avec sa petite rotative à main.

Le miméographe, appelé aussi duplicateur à pochoir ou machine miméographique (abrégé miméo) est une presse à imprimer inventée à la fin du XIXe siècle.
Elle permet de dupliquer, à bas coût, un modèle d'impression ou matrice en une centaine d'exemplaires.
Cet appareil de reprographie et de polycopie a connu un certain succès avant l'invention des premières machines photocopieuses.

## Procédé
Le miméographe fonctionne en forçant l'encre à travers un pochoir ou un stencil (papier dit « stéariné »), à se déposer sur du papier où s'imprime par décalque le motif original. Cette technique ne permet qu'un nombre de tirages limité (rarement plus de 200 exemplaires, suivant les modèles) du fait que le pochoir ou le stencil utilisé, en général de faible qualité (comme le papier de riz), se dégrade au fur et à mesure des impressions. Le transfert se faisait par pression rotative et était stabilisé grâce à un diluant volatile, évitant le maculage.
Le premier brevet de commercialisation a été déposé par Thomas Edison qui a lancé le « Mimographe Edison », qui apparaît par exemple en France vers 1894, parfois sous le nom de « cyclostyle » dont il dérive.
Il permettait l'impression en petite quantité, ne nécessitant ni un imprimeur professionnel (typographie, photocomposition, etc.) ni un personnel de dactylographie. De fait, il fut utilisé par exemple dans les établissements scolaires, les petites mairies, les restaurants (menus), les associations, et par de nombreux chercheurs, car on pouvait aussi reproduire, en plus de textes tapés à la machine à écrire ou manuscrits, des dessins au trait. L'impression du tirage est monochrome, mais on pouvait ensuite changer d'encre (teinte noire, rouge, verte…) ou la couleur du papier support.
Le miméographe, peu encombrant, vendu avec un kit d'impression, pouvait être utilisé par des particuliers à des fins personnelles, artistiques ou politiques. Ce fut le cas par exemple dès les années 1920 au cours des luttes syndicales aux États-Unis, et jusque dans les années 1970 au Chili ou en Argentine. La machine fut, entre autres, interdite en URSS et durant l'occupation allemande en France (1940-1944). Dans les années 1960 et 1970, on utilisait le procédé en France sous les marques Ronéo et Gestetner[réf. souhaitée].
De nombreux tracts, brochures, revues ou fanzines ont été fabriqués par miméographie.